# Rugby-Union-Afrikameisterschaft 2002
Die Rugby-Union-Afrikameisterschaft 2002 (englisch 2002 Rugby Africa Cup, französisch Coupe d’Afrique de rugby à XV 2002) der Division 1 war die dritte Ausgabe der afrikanischen Kontinentalmeisterschaft in der Sportart Rugby Union. Es waren sechs Teams beteiligt, die in zwei Dreiergruppen eingeteilt waren. Jedes Team spielte ein Heim- oder Auswärtsspiel gegen die anderen Teams der Gruppe. Die beiden Gruppensieger zogen ins Finale ein und ermittelten den Afrikameister.
Der Titelverteidiger, eine U23-Amateurauswahl Südafrikas, nahm nicht mehr teil. Namibia setzte sich im zweiteiligen Finale gegen Tunesien durch und gewann erstmals den Afrikameistertitel. Parallel dazu fand der Wettbewerb der Division 2 statt, der sechs weitere Nationalmannschaften umfasste. Der Wettbewerb der Division 1 war Teil der Qualifikation für die Weltmeisterschaft 2003.

## Division 1
Für einen Sieg gab es zwei Punkte, für ein Unentschieden einen Punkt, bei einer Niederlage null Punkte.

### Gruppenphase

#### Gruppe Nord
|    | Land           | Spiele | Siege | Unent. | Ndlg. | Spiel- punkte | Diff. | Tabellen- punkte |
| -- | -------------- | ------ | ----- | ------ | ----- | ------------- | ----- | ---------------- |
| 1. | Tunesien       | 2      | 2     | 0      | 0     | 40:34         | + 6   | 4                |
| 2. | Marokko        | 2      | 1     | 0      | 1     | 49:48         | + 1   | 2                |
| 3. | Elfenbeinküste | 2      | 0     | 0      | 2     | 29:36         | − 7   | 0                |

| 18. Mai 2002 | Tunesien | 27 : 26 | Marokko | Stade El Menzah, Tunis |
| 18. Mai 2002 |          |         |         | Stade El Menzah, Tunis |

| 25. Mai 2002 | Elfenbeinküste | 8 : 13 | Tunesien | Stade Robert Champroux, Abidjan |
| 25. Mai 2002 |                |        |          | Stade Robert Champroux, Abidjan |

| 1. Juni 2002 | Marokko | 23 : 21 | Elfenbeinküste | Stade du C.O.C., Casablanca |
| 1. Juni 2002 |         |         |                | Stade du C.O.C., Casablanca |

#### Gruppe Süd
|    | Land       | Spiele | Siege | Unent. | Ndlg. | Spiel- punkte | Diff. | Tabellen- punkte |
| -- | ---------- | ------ | ----- | ------ | ----- | ------------- | ----- | ---------------- |
| 1. | Namibia    | 2      | 2     | 0      | 0     | 154:30        | + 124 | 4                |
| 2. | Simbabwe   | 2      | 1     | 0      | 1     | 82:45         | + 37  | 2                |
| 3. | Madagaskar | 2      | 0     | 0      | 2     | 3:164         | − 161 | 0                |

| 2. Juni 2002 | Madagaskar | 3 : 52 | Simbabwe | Stade Municipal de Mahamasina, Antananarivo |
| 2. Juni 2002 |            |        |          | Stade Municipal de Mahamasina, Antananarivo |

| 15. Juni 2002 | Namibia | 20 : 71 | Madagaskar | South West Stadium, Windhoek |
| 15. Juni 2002 |         |         |            | South West Stadium, Windhoek |

| 29. Juni 2002 | Simbabwe | 30 : 42 | Namibia | Hartsfield, Bulawayo |
| 29. Juni 2002 |          |         |         | Hartsfield, Bulawayo |

### Finale
| 28. September 2002 | Namibia | 26 : 19 | Tunesien | South West Stadium, Windhoek |
| 28. September 2002 |         |         |          | South West Stadium, Windhoek |

| 12. Oktober 2002 | Tunesien | 24 : 17 | Namibia | Stade El Menzah, Tunis |
| 12. Oktober 2002 |          |         |         | Stade El Menzah, Tunis |

Das Gesamtergebnis lautete 33:33 unentschieden. Namibia gewann aufgrund der höheren Anzahl erzielter Versuche und qualifizierte sich für die Weltmeisterschaft.

## Division 2
Für einen Sieg gab es zwei Punkte, für ein Unentschieden einen Punkt, bei einer Niederlage null Punkte.

### Gruppenphase

#### Gruppe Nord
|    | Land    | Spiele | Siege | Unent. | Ndlg. | Spiel- punkte | Diff. | Tabellen- punkte |
| -- | ------- | ------ | ----- | ------ | ----- | ------------- | ----- | ---------------- |
| 1. | Uganda  | 2      | 2     | 0      | 0     | 56:35         | + 21  | 4                |
| 2. | Kenia   | 2      | 1     | 0      | 1     | 40:44         | − 4   | 2                |
| 3. | Kamerun | 2      | 0     | 0      | 2     | 26:43         | − 17  | 0                |

| 7. September 2002 | Uganda | 25 : 13 | Kamerun | Kyadondo Rugby Football Club, Kampala |
| 7. September 2002 |        |         |         | Kyadondo Rugby Football Club, Kampala |

| 21. September 2002 | Kamerun | 13 : 18 | Kenia | Stade Ahmadou Ahidjo, Yaoundé |
| 21. September 2002 |         |         |       | Stade Ahmadou Ahidjo, Yaoundé |

| 5. Oktober 2002 | Kenia | 22 : 31 | Uganda | RFUEA Ground, Nairobi |
| 5. Oktober 2002 |       |         |        | RFUEA Ground, Nairobi |

#### Gruppe Süd
|    | Land      | Spiele | Siege | Unent. | Ndlg. | Spiel- punkte | Diff. | Tabellen- punkte |
| -- | --------- | ------ | ----- | ------ | ----- | ------------- | ----- | ---------------- |
| 1. | Botswana  | 2      | 1     | 1      | 0     | 42:19         | + 23  | 3                |
| 2. | Sambia    | 2      | 1     | 0      | 1     | 80:41         | + 39  | 2                |
| 3. | Swasiland | 2      | 0     | 1      | 1     | 19:71         | − 52  | 0                |

| 27. Juli 2002 | Botswana | 32 : 19 | Sambia | Gaborone Rugby Football Club, Gaborone |
| 27. Juli 2002 |          |         |        | Gaborone Rugby Football Club, Gaborone |

| 5. Oktober 2002 | Swasiland | 10 : 10 | Botswana | Malkerns Cricket Club, Mbangwe |
| 5. Oktober 2002 |           |         |          | Malkerns Cricket Club, Mbangwe |

| 21. Oktober 2002 | Sambia | 61 : 9 | Swasiland | Showgrounds, Lusaka |
| 21. Oktober 2002 |        |        |           | Showgrounds, Lusaka |

### Finale
| 16. November 2002 | Uganda | 56 : 7 | Botswana | Kyadondo Rugby Football Club, Kampala |
| 16. November 2002 |        |        |          | Kyadondo Rugby Football Club, Kampala |